# Терпиловский, Генрих Романович
Ге́нрих Рома́нович Терпиловский (10 ноября 1908, Новгород — 16 июля 1988, Пермь) — советский композитор, один из основоположников советского джаза, музыкальный обозреватель.

## Биография
Родился в Новгороде в семье полковника российской армии. Мать Евгения Александровна русская. Отец — поляк. В 1917 году семья переезжает в Петроград, в 1920-м глава семьи умирает от ран.
В 1930 году Генрих Терпиловский окончил 3-й музыкальный техникум (класс Б. Л. Вольмана), в 1931 году Ленинградский сельскохозяйственный институт. В 1931—1934 годы работал старшим экономистом в Управлении совхозов.
Увлекается джазом, начинает выступать в качестве пианиста в местных ансамблях, организовывает первый в стране джаз-клуб.
В 1928 году сочиняет пьесы для джаз-банда Георгия Ландсберга и Бориса Крупышева, в том числе «Джаз-лихорадка», «Варьете», «Иллюзион», «Блюз Моховой улицы».
в 1929 году работает аранжировщиком в оркестре Леонида Утесова. Сотрудничество длится недолго, но дружеские отношения с Утесовым поддерживаются на протяжении всей жизни.
В 1932 году при кинотеатре Рабочей молодежи (КРАМ) Терпиловский создал свой джаз-оркестр. По заказу Ленинградского радио написал цикл блюзов на стихи негритянского поэта Ленгстона Хьюза.
В январе 1933 года мать Терпиловского арестовывают как «польскую шпионку», она умирает в заключении.
В 1935 году на волне арестов после убийства Кирова самого Терпиловского обвиняют в «политическом заговоре». Он приговаривается к ссылке в Алма-Ату, где работает руководителем оркестра кинотеатра.
В 1937 году повторно осужден к заключению в лагерях и отбывает наказание на Дальнем Востоке, там встречает свою будущую жену — Антонину Георгиевну.
После своего освобождения в 1947 г. Генрих Романович вместе с супругой приезжают в Грозный, работает руководителем джазового оркестра Дома культуры инженерно-технических работников.
В 1949 г. семья Терпиловских переезжает в Молотов, где Генрих Романович руководит оркестром Дворца культуры им. Сталина, ныне имени Солдатова.
В 1949 году Терпиловского арестовывают в третий раз.
В 1953 году усилиями жены Терпиловский возвращается обратно в Молотов, ему возвращают руководство над эстрадным оркестром во Дворце культуры им. Сталина, одновременно он работает дирижёром драматического театра.
В конце 1950-х годов Генрих Романович уходит из оркестра, работает музыкантом в кинотеатрах Перми.
В апреле 1991 г. на доме № 3 по ул. Соловьёва, где он жил и работал, установлена мемориальная доска.
С 2005 г. в Перми проходит ежегодный фестиваль «Джаз-лихорадка», который всегда открывает исполнение одноимённой композиции Терпиловского.

## Произведения

### Балеты
- Королева полей (Чудесница). Либр. К. Есауловой. 1961.
- Выстрел в лесу (Лесная сказка). Либр. В. Воробьева и К. Есауловой. 1966.
- Выстрел (Сорок первый). Либр.М. Газиева. 1963.
- Урал. Либр.М. Газиева. 1960-е.

### Крупные произведения
- Балетная сюита. 1962.
- Урал. Кантата (сл. С. Васильева). 1963.
- Рапсодия. 1965.
- Амок. Симфониетта. 1965.
- Кантата о Перми. (сл. В. Радкевича). 1973.
- Юбилейная сюита. 1974.
- Уральская рапсодия. 1970-е.
- Весенний праздник на Каме. Игровая хороводная сюита. 1970-е.
- В мексиканской деревушке. 1970–1980-е.
- Молодость Кубы. Симфоническая фреска. 1980.